# San-Lorenzo-Hirschmaus
Die San-Lorenzo-Hirschmaus (Peromyscus interparietalis) ist ein auf Inseln des Golfs von Kalifornien verbreitetes Nagetier in der Gattung der Weißfußmäuse. Sie ist nah mit der Kaktusmaus (Peromyscus eremicus) verwandt und zählt deshalb innerhalb der Gattung zur eremicus-Gruppe.

## Merkmale
Erwachsene Exemplare erreichen eine Gesamtlänge von 173 bis 215 mm, inklusive eines 87 bis 177 mm langen Schwanzes sowie ein Gewicht von 20 bis 22 g. Die Hinterfüße sind etwa 22 mm lang und die durchschnittliche Länge der Ohren ist 18 mm. Die gelbbraunen Haare der Oberseite mit schwarzbraunen Spitzen erzeugen ein gesprenkeltes Aussehen. Die Unterseite ist mit hellgelben bis weißen Fell bedeckt. Bei den meisten Individuen ist der Schwanz oberseits rotbraun und unterseits weißlich gefärbt. Unterschiede zu Peromyscus guardia bestehen in kürzeren Hinterfüßen, in einem kürzeren Schwanz und in abweichenden Schädelmerkmalen. In Bezug auf die Kaktusmaus sind fast nur Differenzen bei der mitochondrialen DNA bekannt.

## Verbreitung
Die Art lebt endemisch auf dem zu Mexiko zählenden Archipel San Lorenzo im Golf von Kalifornien. Die Inseln sind mit trockenem Buschland und mit Kakteen der Gattung Cylindropuntia bedeckt. Die San-Lorenzo-Hirschmaus hält sich in tieferen Lagen der Inseln auf.

## Lebensweise
Die nachtaktiven Exemplare legen ihre Nester aus Zweigen, trockenen Blättern und anderen Pflanzenteilen in Felsspalten an. Die Nahrung besteht aus Pflanzensamen, jungen Trieben, Blumen und Früchten und wird mit Insekten komplettiert. Die San-Lorenzo-Hirschmaus paart sich vorwiegend im März, wobei Würfe bis zum Sommer vorkommen können. Nach einer durchschnittlichen Trächtigkeit von 32 Tagen werden meist vier nackte und blinde Nachkommen geboren. Diese öffnen nach etwa zwei Wochen ihre Augen und sie werden etwa 25 Tage gesäugt. Der erste Fellwechsel findet 35 bis 55 Tage nach der Geburt statt.

## Gefährdung
Diese Weißfußmaus fällt Schlangen und Hauskatzen zum Opfer, was eine Bedrohung des Bestandes darstellt. Das betrifft vor allem die Population auf Salsipuedes. Die San-Lorenzo-Hirschmaus wird von der IUCN als vom Aussterben bedroht (critically endangered) gelistet.